# Sách Job
Sách Job (/ˈdʒoʊb/; Hebrew: אִיוֹב Iyov) là một tác phẩm trong Kinh Thánh Hebrew và là quyển sách viết thơ đầu tiên trong Kinh Cựu Ước của Kito giáo. Sách đề cập về công lý của Chúa trước sự khốn khổ của loài người - hay đơn giản hơn, "Tại sao những người công chính phải khốn khổ ?". Đó là một tác phẩm thần học phong phú đặt ra một loạt các quan điểm, đã được ca ngợi một cách rộng rãi và cao quý vì phẩm chất văn chương của nó, với Alfred, Lord Tennyson gọi là "Quyển thơ vĩ đại nhất của thời xưa và ngày nay".

## Cấu trúc

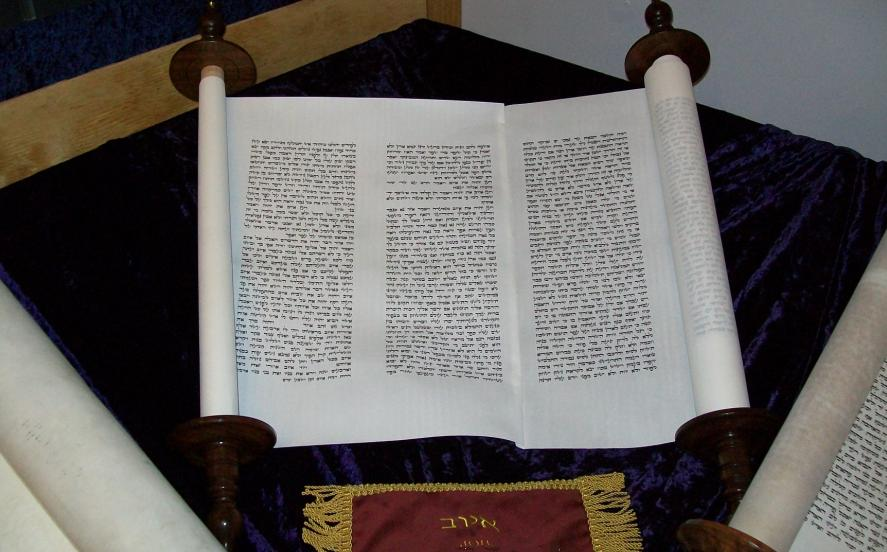
Sách Job tiếng Do Thái.

Sách của Job gồm một đoạn mở đầu bằng văn xuôi và đoạn đối-độc thoại đậm chất thơ trình bày trong khung tường thuật như lời bạt. Việc xem khung tường thuật được coi như xem cốt lõi chính của quyển sách,sau này được mở rộng bởi các cuộc đối thoại và bài giảng đầy chất thơ, và các phần của cuốn sách ví dụ như các bài phát biểu của Elihu và bài thơ trí khôn trong chương 28 là phần thêm vào sau đó, nhưng gần đây có xu hướng tập trung vào sự thống nhất về biên tập cơ bản của cuốn sách.